# 耶日·戈尔贡
耶日·戈尔贡（波蘭語：Jerzy Gorgoń，1949年7月18日—），波兰男子足球运动员，司职后卫。他曾代表波兰参加1972年和1976年夏季奥林匹克运动会足球比赛，获得一枚金牌和一枚银牌。